# Hradozámecká noc
Hradozámecká noc je kulturní akce konaná na památkách pod patronací Národního památkového ústavu.

## Historie
Hradozámecká noc začala svoji historii psát v roce 2010, kdy byl odstartován tzv. nultý ročník. V noci ze 4. na 5. září tehdy zůstalo pro veřejnost otevřeno 38 objektů - 34 státních (ve správě NPÚ) a 4 soukromé. Centrem dění se stal zámek Hořovice, kde také došlo k zahájení celé akce, které provedla generální ředitelka národního památkového ústavu Ing. arch. Naďa Goryczková. Kromě nočních prohlídek, proběhl na řadě míst také doprovodný kulturní program a celou akci ukončily ohňostroje. Mimořádně byl pro návštěvníky otevřen také kostel sv. Víta v zaniklé obci Zahrádka. Nultý ročník navštívilo celkem přes 9 000 návštěvníků.
V roce 2011 se do akce přihlásilo 79 památkových objektů a centrem byl zámek Jaroměřice nad Rokytnou. První ročník navštívilo více než 20 000 návštěvníků. Nejvíce jich bylo na zámku Libochovice (1 253), na hradě Karlštejn (1 150) a na zámku Mníšek pod Brdy (kolem 1 150).
V roce 2012, kdy se konal 2. ročník Hradozámecké noci, byl jako centrum vybrán hrad Kunětická hora. Tady došlo ke spojení programu se souběžně konanou akcí Pernštejnský rok. Do začátku srpna se do tohoto ročníku přihlásilo 77 památkových objektů.
Za centrum 3. ročníku Hradozámecké noci, který proběhl v noci z 31. srpna na 1. září 2013, byl vybrán hrad Rožmberk a zdejší program byl laděn ve francouzském duchu, neboť hrad byl zapojen do projektu Rok francouzské kultury. Tentokrát se do něho zapojilo 75 památkových objektů, tedy o dva méně než v roce 2012, vůbec poprvé se zúčastnil hrad Roštejn. Hned 2 096 návštěvníků nevynechalo prohlídku zámku Loučeň. Celkem se 3. ročníku zúčastnilo 27 727 návštěvníků. Kromě již zmíněného zámku Loučeň patřily mezi nejnavštěvovanější objekty hrad Bouzov (2 169) a zámky Libochovice (1 937), Mníšek pod Brdy (1 750) a Hradec nad Moravicí (1 104) či Valdštejnský palác v Praze (1 200).
Za centrum 4. ročníku byl zvolen zámek Kunštát, kde bude program spojen s Rokem pánů z Kunštátu. Stav příprav na počátku srpna shrnuje tisková zpráva Národního památkového ústavu. Dne 11. 8. 2014 byl zveřejněn program akcí ročníku 2014.
Jako místo slavnostního zahájení 5. ročníku (29. srpna 2015) byl zvolen jihočeský renesanční zámek Kratochvíle.
V roce 2022 byl hlavním centrem dění Hradozámecké noci hrad a zámek Český Krumlov, kde se program nesl v duchu barokních zahradních slavností. 

## Účastníci

### Hrady
| Hrad                  | Počet účastí | 2010 | 2011 | 2012 | 2013 | 2014 | 2015 | 2017 | 2018 | 2019 | 2020 | 2021 | 2022 | 2023 | 2024 | kraj            | okres               |
| --------------------- | ------------ | ---- | ---- | ---- | ---- | ---- | ---- | ---- | ---- | ---- | ---- | ---- | ---- | ---- | ---- | --------------- | ------------------- |
| Cimburk u Koryčan     | 5            |      |      |      |      |      |      |      |      |      |      |      |      |      |      | Zlínský         | Kroměříž            |
| Grabštejn             | 14           |      |      |      |      |      |      |      |      |      |      |      |      |      |      | Liberecký       | Liberec             |
| Hazmburk              | 14           |      |      |      |      |      |      |      |      |      |      |      |      |      |      | Ústecký         | Litoměřice          |
| Karlštejn             | 13           |      |      |      |      |      |      |      |      |      |      |      |      |      |      | Středočeský     | Beroun              |
| Křivoklát             | 14           |      |      |      |      |      |      |      |      |      |      |      |      |      |      | Středočeský     | Rakovník            |
| Landštejn             | 13           |      |      |      |      |      |      |      |      |      |      |      |      |      |      | Jihočeský       | Jindřichův Hradec   |
| Nové Hrady            | 13           |      |      |      |      |      |      |      |      |      |      |      |      |      |      | Jihočeský       | České Budějovice    |
| Rožmberk              | 14           |      |      |      |      |      |      |      |      |      |      |      |      |      |      | Jihočeský       | Český Krumlov       |
| Švihov                | 14           |      |      |      |      |      |      |      |      |      |      |      |      |      |      | Plzeňský        | Klatovy             |
| Točník                | 14           |      |      |      |      |      |      |      |      |      |      |      |      |      |      | Středočeský     | Beroun              |
| Velhartice            | 11           |      |      |      |      |      |      |      |      |      |      |      |      |      |      | Plzeňský        | Klatovy             |
| Bouzov                | 11           |      |      |      |      |      |      |      |      |      |      |      |      |      |      | Olomoucký       | Olomouc             |
| Kunětická hora        | 11           |      |      |      |      |      |      |      |      |      |      |      |      |      |      | Pardubický      | Pardubice           |
| Lipnice nad Sázavou   | 1            |      |      |      |      |      |      |      |      |      |      |      |      |      |      | Vysočina        | Havlíčkův Brod      |
| Litice                | 8            |      |      |      |      |      |      |      |      |      |      |      |      |      |      | Pardubický      | Ústí nad Orlicí     |
| Rabí                  | 10           |      |      |      |      |      |      |      |      |      |      |      |      |      |      | Plzeňský        | Klatovy             |
| Rotštejn              | 1            |      |      |      |      |      |      |      |      |      |      |      |      |      |      | Liberecký       | Semily              |
| Veveří                | 2            |      |      |      |      |      |      |      |      |      |      |      |      |      |      | Jihomoravský    | Brno-město          |
| Žebrák                | 5            |      |      |      |      |      |      |      |      |      |      |      |      |      |      | Středočeský     | Beroun              |
| Janův hrad            | 4            |      |      |      |      |      |      |      |      |      |      |      |      |      |      | Jihomoravský    | Břeclav             |
| Kost                  | 4            |      |      |      |      |      |      |      |      |      |      |      |      |      |      | Královéhradecký | Jičín               |
| Krakovec              | 9            |      |      |      |      |      |      |      |      |      |      |      |      |      |      | Středočeský     | Rakovník            |
| Orlík nad Humpolcem   | 10           |      |      |      |      |      |      |      |      |      |      |      |      |      |      | Vysočina        | Pelhřimov           |
| Pecka                 | 1            |      |      |      |      |      |      |      |      |      |      |      |      |      |      | Královéhradecký | Jičín               |
| Slezskoostravský hrad | 1            |      |      |      |      |      |      |      |      |      |      |      |      |      |      | Moravskoslezský | Ostrava-město       |
| Sovinec               | 4            |      |      |      |      |      |      |      |      |      |      |      |      |      |      | Olomoucký       | Bruntál             |
| Šternberk             | 12           |      |      |      |      |      |      |      |      |      |      |      |      |      |      | Olomoucký       | Olomouc             |
| Český Šternberk       | 10           |      |      |      |      |      |      |      |      |      |      |      |      |      |      | Středočeský     | Benešov             |
| Cheb                  | 2            |      |      |      |      |      |      |      |      |      |      |      |      |      |      | Karlovarský     | Cheb                |
| Loket                 | 7            |      |      |      |      |      |      |      |      |      |      |      |      |      |      | Karlovarský     | Sokolov             |
| Roštejn               | 9            |      |      |      |      |      |      |      |      |      |      |      |      |      |      | Vysočina        | Jihlava             |
| Valdštejn             | 9            |      |      |      |      |      |      |      |      |      |      |      |      |      |      | Liberecký       | Semily              |
| Trosky                | 5            |      |      |      |      |      |      |      |      |      |      |      |      |      |      | Liberecký       | Semily              |
| Potštejn              | 3            |      |      |      |      |      |      |      |      |      |      |      |      |      |      | Královéhradecký | Rychnov nad Kněžnou |
| Bezděz                | 2            |      |      |      |      |      |      |      |      |      |      |      |      |      |      | Liberecký       | Česká Lípa          |
| Bítov                 | 3            |      |      |      |      |      |      |      |      |      |      |      |      |      |      | Jihomoravský    | Znojmo              |
| Buchlov               | 2            |      |      |      |      |      |      |      |      |      |      |      |      |      |      | Zlínský         | Uherské Hradiště    |
| Zvíkov                | 3            |      |      |      |      |      |      |      |      |      |      |      |      |      |      | Jihočeský       | Písek               |
| Pernštejn             | 2            |      |      |      |      |      |      |      |      |      |      |      |      |      |      | Jihomoravský    | Brno-venkov         |

### Zámky
| Zámek                            | Počet účastí | 2010 | 2011 | 2012 | 2013 | 2014 | 2015 | 2016 | 2017 | 2018 | 2019 | 2020 | 2021 | 2022 | 2023 | 2024 | kraj            | okres               |
| -------------------------------- | ------------ | ---- | ---- | ---- | ---- | ---- | ---- | ---- | ---- | ---- | ---- | ---- | ---- | ---- | ---- | ---- | --------------- | ------------------- |
| Benešov nad Ploučnicí            | 12           |      |      |      |      |      |      |      |      |      |      |      |      |      |      |      | Ústecký         | Děčín               |
| Bludov                           | 1            |      |      |      |      |      |      |      |      |      |      |      |      |      |      |      | Olomoucký       | Šumperk             |
| Březnice                         | 10           |      |      |      |      |      |      |      |      |      |      |      |      |      |      |      | Středočeský     | Příbram             |
| Bučovice                         | 10           |      |      |      |      |      |      |      |      |      |      |      |      |      |      |      | Jihomoravský    | Vyškov              |
| Hluboká nad Vltavou              | 10           |      |      |      |      |      |      |      |      |      |      |      |      |      |      |      | Jihočeský       | České Budějovice    |
| Horšovský Týn                    | 10           |      |      |      |      |      |      |      |      |      |      |      |      |      |      |      | Plzeňský        | Domažlice           |
| Hořovice (nový zámek)            | 12           |      |      |      |      |      |      |      |      |      |      |      |      |      |      |      | Středočeský     | Beroun              |
| Hradec nad Moravicí              | 12           |      |      |      |      |      |      |      |      |      |      |      |      |      |      |      | Moravskoslezský | Opava               |
| Hrubý Rohozec                    | 10           |      |      |      |      |      |      |      |      |      |      |      |      |      |      |      | Liberecký       | Semily              |
| Chyše                            | 2            |      |      |      |      |      |      |      |      |      |      |      |      |      |      |      | Karlovarský     | Karlovy Vary        |
| Jánský Vrch                      | 4            |      |      |      |      |      |      |      |      |      |      |      |      |      |      |      | Olomoucký       | Jeseník             |
| Jezeří                           | 10           |      |      |      |      |      |      |      |      |      |      |      |      |      |      |      | Ústecký         | Most                |
| Konopiště                        | 12           |      |      |      |      |      |      |      |      |      |      |      |      |      |      |      | Středočeský     | Benešov             |
| Korozluky                        | 5            |      |      |      |      |      |      |      |      |      |      |      |      |      |      |      | Ústecký         | Most                |
| Krásný Dvůr                      | 12           |      |      |      |      |      |      |      |      |      |      |      |      |      |      |      | Ústecký         | Louny               |
| Kroměříž                         | 5            |      |      |      |      |      |      |      |      |      |      |      |      |      |      |      | Zlínský         | Kroměříž            |
| Libochovice                      | 12           |      |      |      |      |      |      |      |      |      |      |      |      |      |      |      | Ústecký         | Litoměřice          |
| Litomyšl                         | 10           |      |      |      |      |      |      |      |      |      |      |      |      |      |      |      | Pardubický      | Svitavy             |
| Loučeň                           | 12           |      |      |      |      |      |      |      |      |      |      |      |      |      |      |      | Středočeský     | Nymburk             |
| Milotice                         | 1            |      |      |      |      |      |      |      |      |      |      |      |      |      |      |      | Jihomoravský    | Hodonín             |
| Mníšek pod Brdy                  | 12           |      |      |      |      |      |      |      |      |      |      |      |      |      |      |      | Středočeský     | Praha-západ         |
| Náměšť nad Oslavou               | 11           |      |      |      |      |      |      |      |      |      |      |      |      |      |      |      | Vysočina        | Třebíč              |
| Rájec nad Svitavou               | 9            |      |      |      |      |      |      |      |      |      |      |      |      |      |      |      | Jihomoravský    | Blansko             |
| Slatiňany                        | 9            |      |      |      |      |      |      |      |      |      |      |      |      |      |      |      | Pardubický      | Chrudim             |
| Velké Březno (nový zámek)        | 10           |      |      |      |      |      |      |      |      |      |      |      |      |      |      |      | Ústecký         | Ústí nad Labem      |
| Vizovice                         | 7            |      |      |      |      |      |      |      |      |      |      |      |      |      |      |      | Zlínský         | Zlín                |
| Žleby                            | 12           |      |      |      |      |      |      |      |      |      |      |      |      |      |      |      | Středočeský     | Kutná Hora          |
| Blatná                           | 1            |      |      |      |      |      |      |      |      |      |      |      |      |      |      |      | Jihočeský       | Strakonice          |
| Bon Repos                        | 1            |      |      |      |      |      |      |      |      |      |      |      |      |      |      |      | Středočeský     | Nymburk             |
| Buchlovice                       | 2            |      |      |      |      |      |      |      |      |      |      |      |      |      |      |      | Zlínský         | Uherské Hradiště    |
| Častolovice                      | 10           |      |      |      |      |      |      |      |      |      |      |      |      |      |      |      | Královéhradecký | Rychnov nad Kněžnou |
| Červená Lhota                    | 11           |      |      |      |      |      |      |      |      |      |      |      |      |      |      |      | Jihočeský       | Jindřichův Hradec   |
| Dačice (nový zámek)              | 10           |      |      |      |      |      |      |      |      |      |      |      |      |      |      |      | Jihočeský       | Jindřichův Hradec   |
| Duchcov                          | 10           |      |      |      |      |      |      |      |      |      |      |      |      |      |      |      | Ústecký         | Teplice             |
| Frýdlant                         | 11           |      |      |      |      |      |      |      |      |      |      |      |      |      |      |      | Liberecký       | Liberec             |
| Jaroměřice nad Rokytnou          | 4            |      |      |      |      |      |      |      |      |      |      |      |      |      |      |      | Vysočina        | Třebíč              |
| Kozel                            | 6            |      |      |      |      |      |      |      |      |      |      |      |      |      |      |      | Plzeňský        | Plzeň-město         |
| Kratochvíle                      | 10           |      |      |      |      |      |      |      |      |      |      |      |      |      |      |      | Jihočeský       | Prachatice          |
| Kynžvart                         | 11           |      |      |      |      |      |      |      |      |      |      |      |      |      |      |      | Karlovarský     | Cheb                |
| Letovice                         | 1            |      |      |      |      |      |      |      |      |      |      |      |      |      |      |      | Jihomoravský    | Blansko             |
| Lysice                           | 11           |      |      |      |      |      |      |      |      |      |      |      |      |      |      |      | Jihomoravský    | Blansko             |
| Manětín                          | 6            |      |      |      |      |      |      |      |      |      |      |      |      |      |      |      | Plzeňský        | Plzeň-sever         |
| Mnichovo Hradiště                | 10           |      |      |      |      |      |      |      |      |      |      |      |      |      |      |      | Středočeský     | Mladá Boleslav      |
| Náchod                           | 2            |      |      |      |      |      |      |      |      |      |      |      |      |      |      |      | Královéhradecký | Náchod              |
| Náměšť na Hané                   | 8            |      |      |      |      |      |      |      |      |      |      |      |      |      |      |      | Olomoucký       | Olomouc             |
| Nebílovy                         | 1            |      |      |      |      |      |      |      |      |      |      |      |      |      |      |      | Plzeňský        | Plzeň-jih           |
| Opočno                           | 7            |      |      |      |      |      |      |      |      |      |      |      |      |      |      |      | Královéhradecký | Rychnov nad Kněžnou |
| Pardubice                        | 3            |      |      |      |      |      |      |      |      |      |      |      |      |      |      |      | Pardubický      | Pardubice           |
| Ploskovice                       | 11           |      |      |      |      |      |      |      |      |      |      |      |      |      |      |      | Ústecký         | Litoměřice          |
| Potštejn                         | 2            |      |      |      |      |      |      |      |      |      |      |      |      |      |      |      | Královéhradecký | Rychnov nad Kněžnou |
| Radíč                            | 4            |      |      |      |      |      |      |      |      |      |      |      |      |      |      |      | Středočeský     | Příbram             |
| Raduň                            | 4            |      |      |      |      |      |      |      |      |      |      |      |      |      |      |      | Moravskoslezský | Opava               |
| Slavkov u Brna                   | 2            |      |      |      |      |      |      |      |      |      |      |      |      |      |      |      | Jihomoravský    | Vyškov              |
| Staré Hrady                      | 6            |      |      |      |      |      |      |      |      |      |      |      |      |      |      |      | Královéhradecký | Jičín               |
| Telč                             | 5            |      |      |      |      |      |      |      |      |      |      |      |      |      |      |      | Vysočina        | Jihlava             |
| Třeboň                           | 6            |      |      |      |      |      |      |      |      |      |      |      |      |      |      |      | Jihočeský       | Jindřichův Hradec   |
| Bruntál                          | 5            |      |      |      |      |      |      |      |      |      |      |      |      |      |      |      | Olomoucký       | Bruntál             |
| Děčín                            | 1            |      |      |      |      |      |      |      |      |      |      |      |      |      |      |      | Ústecký         | Děčín               |
| Dobříš                           | 8            |      |      |      |      |      |      |      |      |      |      |      |      |      |      |      | Středočeský     | Příbram             |
| Kačina                           | 2            |      |      |      |      |      |      |      |      |      |      |      |      |      |      |      | Středočeský     | Kutná Hora          |
| Karlova Koruna                   | 10           |      |      |      |      |      |      |      |      |      |      |      |      |      |      |      | Královéhradecký | Hradec Králové      |
| Lnáře                            | 1            |      |      |      |      |      |      |      |      |      |      |      |      |      |      |      | Jihočeský       | Strakonice          |
| Nelahozeves                      | 7            |      |      |      |      |      |      |      |      |      |      |      |      |      |      |      | Středočeský     | Mělník              |
| Nové Hrady                       | 1            |      |      |      |      |      |      |      |      |      |      |      |      |      |      |      | Jihočeský       | České Budějovice    |
| Nový zámek u Lanškrouna          | 7            |      |      |      |      |      |      |      |      |      |      |      |      |      |      |      | Pardubický      | Ústí nad Orlicí     |
| Veltrusy                         | 1            |      |      |      |      |      |      |      |      |      |      |      |      |      |      |      | Středočeský     | Mělník              |
| Bečov nad Teplou                 | 4            |      |      |      |      |      |      |      |      |      |      |      |      |      |      |      | Karlovarský     | Karlovy Vary        |
| Humprecht                        | 6            |      |      |      |      |      |      |      |      |      |      |      |      |      |      |      | Královéhradecký | Jičín               |
| Choltice                         | 4            |      |      |      |      |      |      |      |      |      |      |      |      |      |      |      | Pardubický      | Pardubice           |
| Kunín                            | 9            |      |      |      |      |      |      |      |      |      |      |      |      |      |      |      | Moravskoslezský | Nový Jičín          |
| Lemberk                          | 4            |      |      |      |      |      |      |      |      |      |      |      |      |      |      |      | Liberecký       | Liberec             |
| Radim                            | 9            |      |      |      |      |      |      |      |      |      |      |      |      |      |      |      | Středočeský     | Kolín               |
| Velké Losiny                     | 8            |      |      |      |      |      |      |      |      |      |      |      |      |      |      |      | Olomoucký       | Šumperk             |
| Červený hrádek u Jirkova         | 4            |      |      |      |      |      |      |      |      |      |      |      |      |      |      |      | Ústecký         | Chomutov            |
| Chvaly                           | 8            |      |      |      |      |      |      |      |      |      |      |      |      |      |      |      | Praha           | Praha               |
| Kostelec nad Orlicí (nový zámek) | 2            |      |      |      |      |      |      |      |      |      |      |      |      |      |      |      | Královéhradecký | Rychnov nad Kněžnou |
| Kunštát                          | 1            |      |      |      |      |      |      |      |      |      |      |      |      |      |      |      | Jihomoravský    | Blansko             |
| Rosice                           | 3            |      |      |      |      |      |      |      |      |      |      |      |      |      |      |      | Jihomoravský    | Brno-venkov         |
| Uherčice                         | 1            |      |      |      |      |      |      |      |      |      |      |      |      |      |      |      | Jihomoravský    | Znojmo              |
| Zruč nad Sázavou                 | 8            |      |      |      |      |      |      |      |      |      |      |      |      |      |      |      | Středočeský     | Kutná Hora          |
| Paskov                           | 2            |      |      |      |      |      |      |      |      |      |      |      |      |      |      |      | Moravskoslezský | Frýdek-Místek       |
| Plumlov                          | 2            |      |      |      |      |      |      |      |      |      |      |      |      |      |      |      | Olomoucký       | Prostějov           |
| Světlá nad Sázavou               | 2            |      |      |      |      |      |      |      |      |      |      |      |      |      |      |      | Vysočina        | Havlíčkův Brod      |
| Tachov                           | 7            |      |      |      |      |      |      |      |      |      |      |      |      |      |      |      | Plzeňský        | Tachov              |
| Vrbičany                         | 1            |      |      |      |      |      |      |      |      |      |      |      |      |      |      |      | Ústecký         | Litoměřice          |
| Fryštát                          | 5            |      |      |      |      |      |      |      |      |      |      |      |      |      |      |      | Moravskoslezský | Karviná             |
| Jindřichův Hradec                | 1            |      |      |      |      |      |      |      |      |      |      |      |      |      |      |      | Jihočeský       | Jindřichův Hradec   |
| Kladruby nad Labem               | 1            |      |      |      |      |      |      |      |      |      |      |      |      |      |      |      | Pardubický      | Pardubice           |
| Koloděje nad Lužnicí             | 1            |      |      |      |      |      |      |      |      |      |      |      |      |      |      |      | Jihočeský       | České Budějovice    |
| Slovanka                         | 4            |      |      |      |      |      |      |      |      |      |      |      |      |      |      |      | Praha           | Praha               |
| Stekník                          | 6            |      |      |      |      |      |      |      |      |      |      |      |      |      |      |      | Ústecký         | Louny               |
| Stránov                          | 5            |      |      |      |      |      |      |      |      |      |      |      |      |      |      |      | Středočeský     | Mladá Boleslav      |
| Valtice                          | 5            |      |      |      |      |      |      |      |      |      |      |      |      |      |      |      | Jihomoravský    | Břeclav             |
| Zákupy                           | 4            |      |      |      |      |      |      |      |      |      |      |      |      |      |      |      | Liberecký       | Česká Lípa          |
| Hrádek u Nechanic                | 5            |      |      |      |      |      |      |      |      |      |      |      |      |      |      |      | Královéhradecký | Hradec Králové      |
| Jimlín                           | 1            |      |      |      |      |      |      |      |      |      |      |      |      |      |      |      | Ústecký         | Louny               |
| Ratibořice                       | 4            |      |      |      |      |      |      |      |      |      |      |      |      |      |      |      | Královéhradecký | Náchod              |
| Vranov nad Dyjí                  | 3            |      |      |      |      |      |      |      |      |      |      |      |      |      |      |      | Jihomoravský    | Znojmo              |
| Čechy pod Kosířem                | 1            |      |      |      |      |      |      |      |      |      |      |      |      |      |      |      | Olomoucký       | Prostějov           |
| Červené Poříčí                   | 4            |      |      |      |      |      |      |      |      |      |      |      |      |      |      |      | Plzeňský        | Klatovy             |
| Mělník                           | 3            |      |      |      |      |      |      |      |      |      |      |      |      |      |      |      | Středočeský     | Mělník              |
| Sychrov                          | 2            |      |      |      |      |      |      |      |      |      |      |      |      |      |      |      | Liberecký       | Liberec             |
| Valeč                            | 3            |      |      |      |      |      |      |      |      |      |      |      |      |      |      |      | Karlovarský     | Karlovy Vary        |
| Bílovec                          | 3            |      |      |      |      |      |      |      |      |      |      |      |      |      |      |      | Moravskoslezský | Nový Jičín          |
| Miroslav                         | 3            |      |      |      |      |      |      |      |      |      |      |      |      |      |      |      | Jihomoravský    | Znojmo              |
| Janovice u Rýmařova              | 2            |      |      |      |      |      |      |      |      |      |      |      |      |      |      |      | Moravskoslezský | Bruntál             |
| Svijany                          | 1            |      |      |      |      |      |      |      |      |      |      |      |      |      |      |      | Liberecký       | Liberec             |

### Tvrze
| Tvrz                  | Počet účastí | 2010 | 2011 | 2012 | 2013 | 2014 | 2015 | 2016 | 2017 | 2018 | 2019 | 2020 | 2021 | 2022 | 2023 | 2024 | kraj        | okres        |
| --------------------- | ------------ | ---- | ---- | ---- | ---- | ---- | ---- | ---- | ---- | ---- | ---- | ---- | ---- | ---- | ---- | ---- | ----------- | ------------ |
| Kestřany (horní tvrz) | 1            |      |      |      |      |      |      |      |      |      |      |      |      |      |      |      | Jihočeský   | Písek        |
| Vyšehořovice          | 2            |      |      |      |      |      |      |      |      |      |      |      |      |      |      |      | Středočeský | Praha-východ |

### Církevní památky
| Církevní památka                                              | Počet účastí | 2010 | 2011 | 2012 | 2013 | 2014 | 2015 | 2016 | 2017 | 2018 | 2019 | 2020 | 2021 | 2022 | 2023 | 2024 | kraj            | okres            |
| ------------------------------------------------------------- | ------------ | ---- | ---- | ---- | ---- | ---- | ---- | ---- | ---- | ---- | ---- | ---- | ---- | ---- | ---- | ---- | --------------- | ---------------- |
| Zahrádka (kostel sv. Víta)                                    | 11           |      |      |      |      |      |      |      |      |      |      |      |      |      |      |      | Vysočina        | Havlíčkův Brod   |
| Kladruby (klášter)                                            | 8            |      |      |      |      |      |      |      |      |      |      |      |      |      |      |      | Plzeňský        | Tachov           |
| Plasy (klášter)                                               | 1            |      |      |      |      |      |      |      |      |      |      |      |      |      |      |      | Plzeňský        | Plzeň-sever      |
| Sázava (klášter)                                              | 11           |      |      |      |      |      |      |      |      |      |      |      |      |      |      |      | Středočeský     | Benešov          |
| Zlatá Koruna (klášter)                                        | 9            |      |      |      |      |      |      |      |      |      |      |      |      |      |      |      | Jihočeský       | Český Krumlov    |
| Žďár nad Sázavou (kostel sv. Jana Nepomuckého na Zelené hoře) | 2            |      |      |      |      |      |      |      |      |      |      |      |      |      |      |      | Vysočina        | Žďár nad Sázavou |
| Broumov (klášter)                                             | 7            |      |      |      |      |      |      |      |      |      |      |      |      |      |      |      | Královéhradecký | Náchod           |
| Most (kostel Nanebevzetí Panny Marie)                         | 5            |      |      |      |      |      |      |      |      |      |      |      |      |      |      |      | Ústecký         | Most             |
| Krásné Březno (kostel sv. Floriana)                           | 1            |      |      |      |      |      |      |      |      |      |      |      |      |      |      |      | Ústecký         | Ústí nad Labem   |

### Ostatní památky
| Název památky                             | Počet účastí | 2010 | 2011 | 2012 | 2013 | 2014 | 2015 | 2016 | 2017 | 2018 | 2019 | 2020 | 2021 | 2022 | 2023 | 2024 | kraj            | okres          |
| ----------------------------------------- | ------------ | ---- | ---- | ---- | ---- | ---- | ---- | ---- | ---- | ---- | ---- | ---- | ---- | ---- | ---- | ---- | --------------- | -------------- |
| Důl Michal v Ostravě                      | 1            |      |      |      |      |      |      |      |      |      |      |      |      |      |      |      | Moravskoslezský | Ostrava-město  |
| Palácové zahrady pod Pražským hradem      | 11           |      |      |      |      |      |      |      |      |      |      |      |      |      |      |      | Praha           | Praha          |
| Hamousův statek                           | 1            |      |      |      |      |      |      |      |      |      |      |      |      |      |      |      | Středočeský     | Rakovník       |
| Valdštejnský palác a Valdštejnská zahrada | 7            |      |      |      |      |      |      |      |      |      |      |      |      |      |      |      | Praha           | Praha          |
| Jurkovičova vila                          | 7            |      |      |      |      |      |      |      |      |      |      |      |      |      |      |      | Jihomoravský    | Brno-město     |
| Vila Löw-Beer                             | 5            |      |      |      |      |      |      |      |      |      |      |      |      |      |      |      | Jihomoravský    | Brno-město     |
| Vila Stiassni                             | 7            |      |      |      |      |      |      |      |      |      |      |      |      |      |      |      | Jihomoravský    | Brno-město     |
| Vila Tugendhat                            | 3            |      |      |      |      |      |      |      |      |      |      |      |      |      |      |      | Jihomoravský    | Brno-město     |
| Národní hřebčín Kladruby nad Labem        | 4            |      |      |      |      |      |      |      |      |      |      |      |      |      |      |      | Pardubický      | Pardubice      |
| Invalidovna                               | 3            |      |      |      |      |      |      |      |      |      |      |      |      |      |      |      | Praha           | Praha          |
| Skanzen Zubrnice                          | 1            |      |      |      |      |      |      |      |      |      |      |      |      |      |      |      | Ústecký         | Ústí nad Labem |
| Kuks (hospital)                           | 2            |      |      |      |      |      |      |      |      |      |      |      |      |      |      |      | Královéhradecký | Trutnov        |